# Шарбогард
Шарбогард (мађ. Sárbogárd) град је у Мађарској. Шарбогард је један од важнијих градова у оквиру жупаније Фејер.
Шарбогард је имао 12.922 становника према подацима из 2009. године.

## Географија
Град Шарбогард се налази у средишњем делу Мађарске. Од престонице Будимпеште град је удаљен око 100 километара јужно. Град се налази у средишњем делу Панонске низије. Надморска висина града је око 110 m.

## Становништво
По процени из 2017. у граду је живело 11962 становника.
| 1990.  | 2001.  | 2011.  | 2017.  |
| ------ | ------ | ------ | ------ |
| 13.115 | 13.532 | 12.446 | 11.962 |

## Галерија
- Предео око града
- Железничка станица у Шарбогарду